# San Salvador (Caguas)
San Salvador es un barrio ubicado en el municipio de Caguas en el Estado Libre Asociado de Puerto Rico. En el Censo de 2010 tenía una población de 3089 habitantes y una densidad poblacional de 180,3 personas por km².

## Geografía
San Salvador se encuentra ubicado en las coordenadas 18°8′14″N 66°2′50″O / 18.13722, -66.04722. Según la Oficina del Censo de los Estados Unidos, San Salvador tiene una superficie total de 17.13 km², que corresponden a tierra firme.

## Demografía
Según el censo de 2010, había 3089 personas residiendo en San Salvador. La densidad de población era de 180,3 hab./km². De los 3089 habitantes, San Salvador estaba compuesto por el 74.91% blancos, el 10.42% eran afroamericanos, el 0.68% eran amerindios, el 8.48% eran de otras razas y el 5.5% pertenecían a dos o más razas. Del total de la población el 99.55% eran hispanos o latinos de cualquier raza.